# 胡永輝
胡永輝，MBE（英語：Vincent Woo），祖籍順德市桂洲，是香港永常（集團）有限公司董事經理，1997年成立胡永輝慈善基金，在中港兩地推動慈善及教育活動方面相當積極。

## 經歷
胡永輝於1951年先後在廣州市法商學院、嶺南大學、中山大學就讀，1955年从武漢中南財經大學畢業，获經濟學學士学位。 胡永輝后在中國水利部黃河水利委員會及計委工作。1962年秋移居香港，助兄（金王）胡漢輝發展地產。

## 公職
- 香港順德聯誼總會 - 榮譽會長。
- 1976年任香港保良局 - 總理
- 1982年任保良局 - 主席
- 保良局顧問局 - 顧問
- 陳南昌學校 - 校監
- 嶺南學院獎學金 - 贊助人
- 香港公開進修大學 - 籌款委員會委員
- 香港中華科學杜會協進會 - 董事
- 香港順德聯誼總會梁潔華小學 - 校董
- 鄭裕彤中學 - 顧問
- 中國岳陽大學 - 名譽教授
- 順德桂洲社會福利教育基金會 - 委員
- 1993年 香港工業獎 - 贊助人
- 1996年 公益金港島區百萬行 - 主席
- 香港青年獎勵計划委員會 - 委員
- 香港順德聯誼總會 - 榮譽會長
- 香港西區婦女會 - 名譽會長
- 香港中區街坊福利委員會 - 名譽會長
- 香港童軍地域總會 - 名譽會長
- 偉思幼稚園 - 校董

## 勛銜
- 1984年 MBE

## 支持桂洲家鄉建設
- 捐助桂鎮小學、桂洲新中學、桂洲職業中學、桂洲馮派普頤老院、桂洲社會福利教育基金會、順德體育中心、順德市慈善基金等。

## 名下馬匹
胡永輝是香港賽馬會會員，曾經與胡經華、胡經聰合夥育有馬匹振翅高飛、飛越關山。

## 外部連線
- 胡永輝教授
- 胡永輝注資救 鴻運證券